# Бухарцева, Вера Васильевна
Вера Васильевна Бухарцева (1895 — 1937) — советский экономист, деятельница революционного движения.

## Биография
Родилась в русской семье, окончила Киевские высшие женские курсы, до Октябрьской революции проживала в Киеве по улице Тургенева, в доме № 26, квартире 17. Состояла членом РСДРП(б)-РКП(б)-ВКП(б) с 1917 по 1928. Работала экономистом Шахтстроя, проживала в Днепропетровске по адресу: Комсомольская улица, дом 4, квартира 11. В 1928 осуждена по статье 58-10 УК РСФСР на 3 года ссылки в Сибирь. Снова арестована 14 января 1933 в Ленинграде. Особым совещанием при Коллегии ОГПУ 27 апреля того же года осуждена по статьям 58-10 и 58-11 на 3 года политизолятора, содержалась в Суздальском политизоляторе, где неоднократно объявляла голодовку. В 1936 освобождена и выслана в Ташкент. Но уже 10 ноября того же года осуждена Военной коллегией Верховного суда СССР на 10 лет тюрьмы. Отбывала заключение в Соловецком лагере особого назначения. 9 октября 1937 особой тройкой Управления НКВД по Ленинградской области приговорена к высшей мере наказания. 2 ноября 1937 расстреляна в Сандармохе.